# Xian de Dangshan
Le xian de Dangshan (砀山县 ; pinyin : Dàngshān Xiàn) est un district administratif de la province de l'Anhui en Chine. Il est placé sous la juridiction de la ville-préfecture de Suzhou.